# Bahnhof Northeim (Han)
Der Bahnhof Northeim (Han) ist ein Eisenbahnknotenpunkt in der Stadt Northeim. Er besitzt sechs Bahnsteiggleise. Der Bahnhof wird heute vor allem im Regionalverkehr bedient, daneben halten täglich drei ICE-Züge in Northeim.

## Geschichte
Am 31. Juli 1854 wurde Northeim mit der Eröffnung des Abschnitts Alfeld–Göttingen der Hannöverschen Südbahn an das Eisenbahnnetz angeschlossen. Am 1. September 1871 wurde die Südharzstrecke bis Herzberg (Harz) und dann weiter nach Nordhausen in Betrieb genommen. Mit der Inbetriebnahme der Sollingbahn nach Ottbergen am 15. Januar 1878 wurde Northeim zu einem bedeutenden Eisenbahnknotenpunkt. Die Eisenbahn bestimmte fortan weitgehend die Entwicklung der Stadt. Das Bahnhofsgebäude stand zwischen den Strecken und wurde über eine Zufahrt von der Straße Moringen–Northeim (Bundesstraße 241) von Norden aus erreicht. Im Süden gab und gibt es eine Gleisverbindung zwischen beiden Strecken.

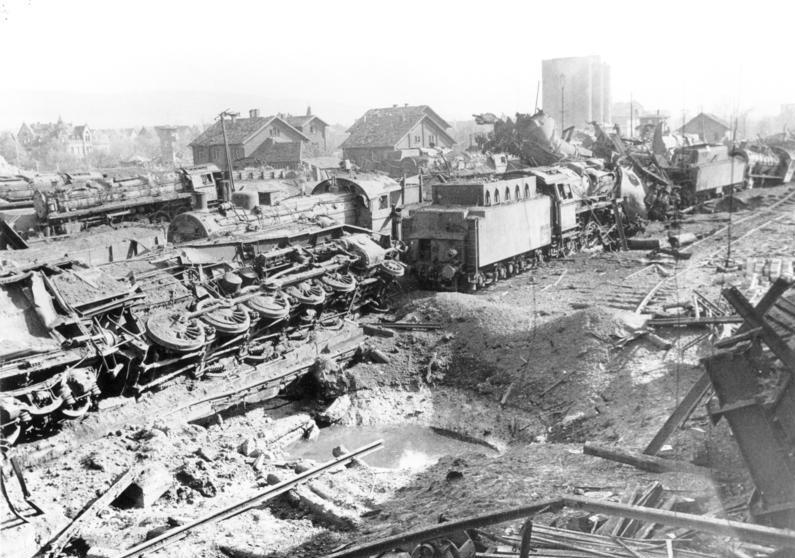
Zerbombter Bahnhof im April 1945

Bei schweren Bombenangriffen im Februar und April 1945 wurde der Northeimer Bahnhof mit seiner repräsentativen Empfangshalle, die um 1885 entstand, vollkommen zerstört. Nach dem Zweiten Weltkrieg begann der Wiederaufbau des Northeimer Bahnhofs.
Ende der 1960er Jahre entstand das heutige Empfangsgebäude, in welchem es seit 1993 ein Reisezentrum gibt, das die klassischen Schalter ablöste.
Ab 1988 hielt in Northeim die erste Interregio-Linie der damaligen Deutschen Bundesbahn. Dieses Angebot löste die Schnellzüge ab. Im Dezember 2002 wurden die Interregio-Züge durch zweistündlich verkehrende Intercity-Züge ersetzt; dieses Angebot wurde 2009 auf einzelne Züge reduziert. Seit Dezember 2018 verkehren diese als ICE-Züge.
Im Bahnhof kam es am 15. November 1992 gegen 01:30 Uhr zu einem Unfall, bei dem ein Schnellzug mit einem entgleisten Güterzug zusammenstieß; dabei kamen 11 Menschen ums Leben.
Im Jahr 2014 wurde der Bahnhof für 6,4 Millionen Euro modernisiert und barrierefrei ausgebaut. Die westlichen Bahnsteige 1 bis 3 haben seitdem eine Höhe von 76 cm, die östlichen Bahnsteige 11 bis 13 eine Höhe von 55 cm. Es sind jetzt auf jeder Bahnhofsseite ein Hausbahnsteig und ein Inselbahnsteig vorhanden.

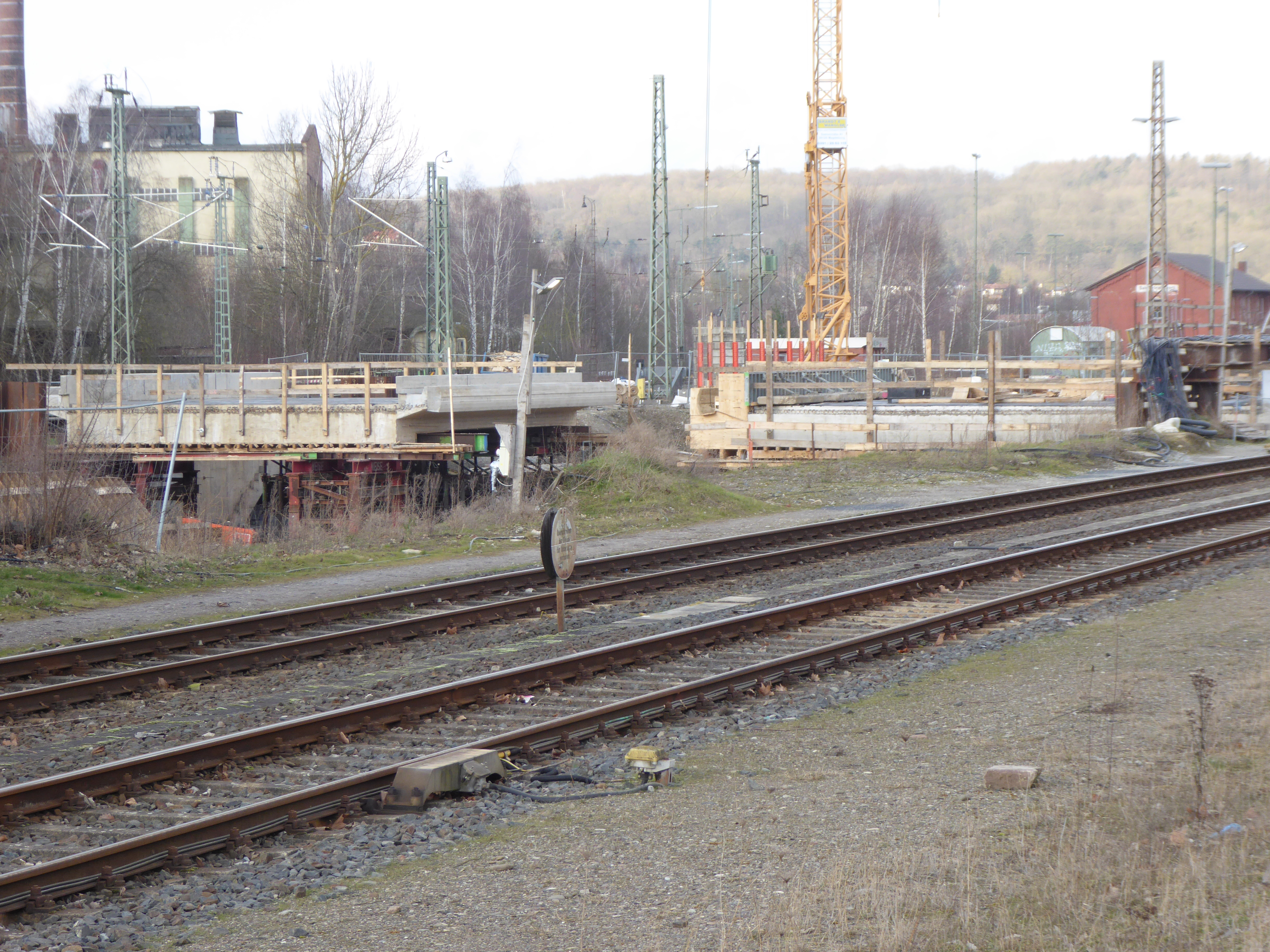
Neue Überbauten für die Brücken der Leinetalbahn (links) und der Südharzstrecke (rechts) über die Bundesstraße werden vorbereitet (Februar 2018)

1997/98 wurde der Bahnsteigtunnel auf die Westseite des Bahnhofs verlängert. Hier ist ein Bahnhofsplatz mit ZOB und Parkplätzen entstanden. Auch von Osten ist der Bahnhofstunnel inzwischen erreichbar.
Für den Umbau wurde 2015 die unter den Nordeinfahrten hindurchführende Bundesstraße 241 gesperrt; die Bahnbrücken wurden durch Neubauten ersetzt, die durch ein neues Trogbauwerk höheren und breiteren Straßenfahrzeugen die Durchfahrt ermöglichen sollen. Die Bauarbeiten wurden zum 17. Oktober 2019 abgeschlossen und der Verkehr konnte ab dem 18. Oktober 2019 wieder fließen.

## Anlagen
Nördlich des Bahnhofs befand sich zwischen der Südbahn und der Südharzstrecke das Bahnbetriebswerk Northeim. Die erste Lokstation entstand schon 1869. Am 1. November 1972 wurde das Bahnbetriebswerk geschlossen, nach anderer Quelle 1978. Teile des Ringlokschuppens sind heute noch erhalten.

## Verkehrsanbindung
Der Bahnhof Northeim wird von folgenden Linien bedient:
| Linie                    | Linienverlauf | Takt (min)                                     | EVU            |
| ------------------------ | --- | ---------------------------------------------- | -------------- |
| ICE 26                   | München Hbf – Würzburg Hbf – Kassel-Wilhelmshöhe – Göttingen – Northeim – Kreiensen – Hannover Hbf – Lüneburg – Hamburg Hbf – Hamburg-Altona | einzelne Züge                                  | DB Fernverkehr |
| RE 2                     | Göttingen – Northeim – Kreiensen – Nordstemmen – Hannover – Celle – Uelzen                                                                   | 060 (Göttingen–Hannover) 120 (Hannover–Uelzen) | Metronom       |
| RB 80                    | Göttingen – Northeim – Herzberg (Harz) – Bad Sachsa – Ellrich – Nordhausen                                                                   | 120                                            | DB Regio Nord  |
| RB 81                    | Bodenfelde – Northeim – Herzberg (Harz) – Bad Sachsa – Ellrich – Nordhausen                                                                  | 120                                            | DB Regio Nord  |
| RB 82                    | Göttingen – Northeim – Kreiensen – Seesen – Goslar – Bad Harzburg                                                                            | 120                                            | DB Regio Nord  |
| RB 86                    | Göttingen – Nörten-Hardenberg – Northeim – Einbeck-Salzderhelden – Einbeck Mitte                                                             | einzelne Züge                                  | DB Regio Nord  |
| Stand: 12. Dezember 2021 | |                                                |                |

### Nahverkehr

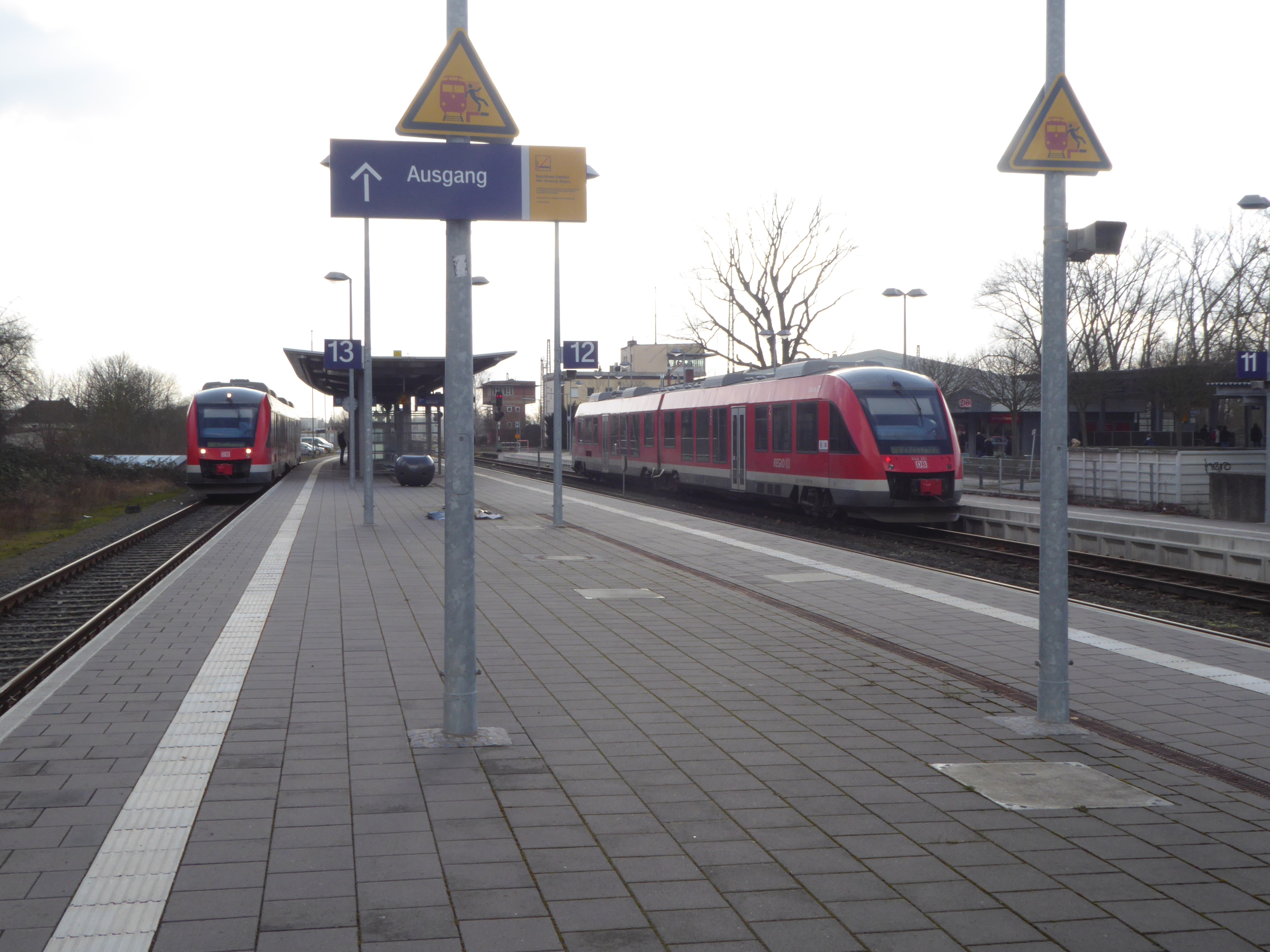
2 Lint-Triebwagen der Linie Bodenfelde–Nordhausen begegnen sich auf der Ostseite des Bahnhofs

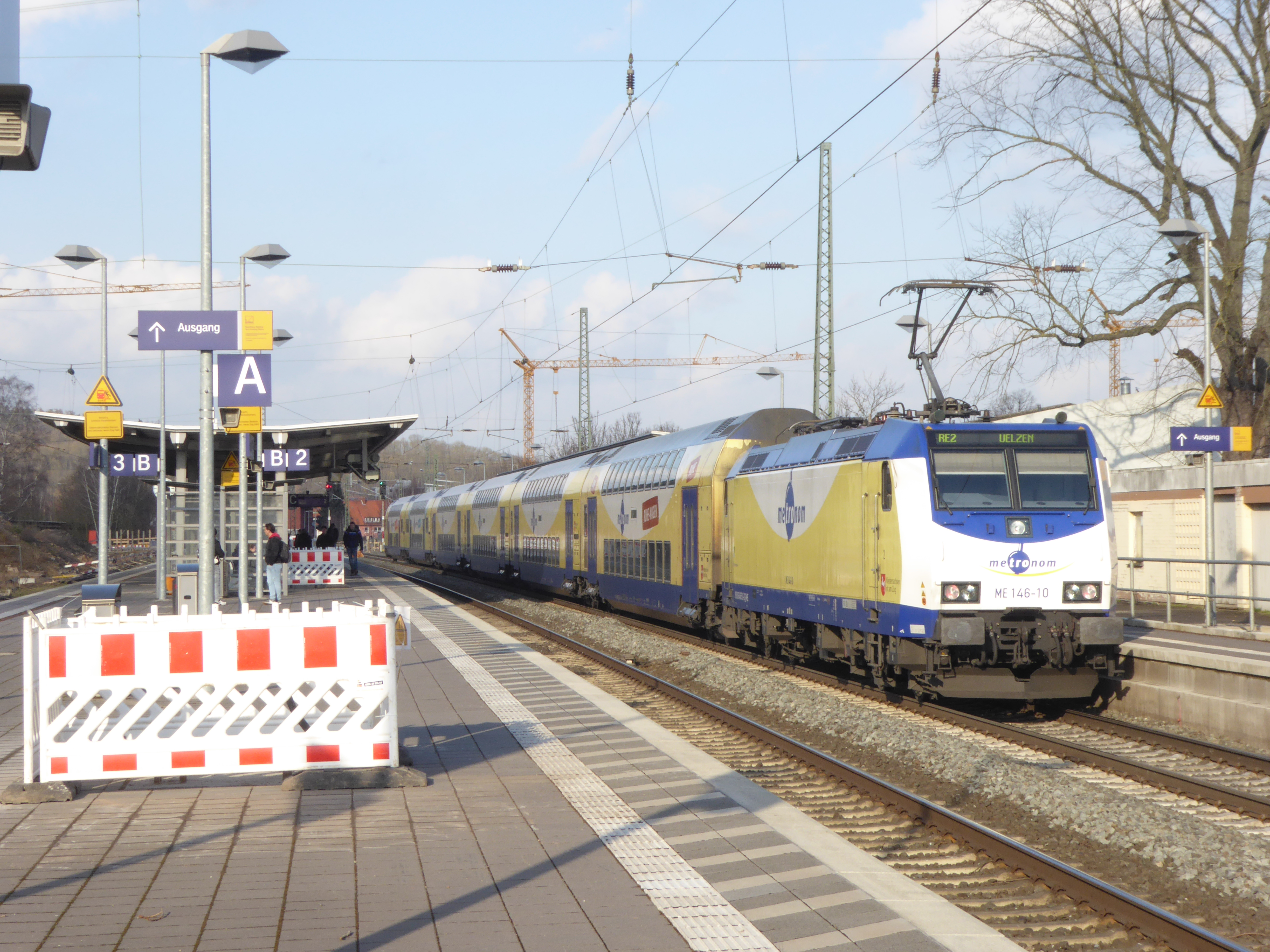
Metronom nach Uelzen in Northeim, Bahnhofswestseite

Seit Dezember 2005 wird Northeim stündlich von Zügen der metronom Eisenbahngesellschaft bedient, die zwischen Hannover und Göttingen verkehren. Außerdem beginnen hier die Südharzstrecke über Herzberg (Harz) nach Nordhausen und die Sollingbahn nach Ottbergen. Die Züge aus Nordhausen werden üblicherweise im stündlichen Wechsel nach Göttingen oder Bodenfelde durchgebunden.

### Fernverkehr
Seit dem Fahrplanwechsel 2009/2010 im Dezember 2009 wurde die Zahl der Intercity, die Northeim anfahren, stark reduziert. Die meisten IC verkehren statt über die Hannöversche Südbahn über die Schnellfahrstrecke Hannover–Würzburg. Drei Intercity-Zugpaare verblieben im Leinetal und hielten – wie bis 2009 üblich – in Alfeld, Northeim und Kreiensen. Diese Züge sind seit Dezember 2018 ICE-Züge der Linie 26.